# Claude Rivaz
Claude Farnworth Rivaz (Chorley, 11 november 1872 – Basingstoke, 24 maart 1958) was een Engels voetballer en artiest. Rivaz was een van de Engelse pioniers bij het Belgische Antwerp FC. Hij was een van de voorzitters van de Antwerpse cricketvereniging die destijds tot dezelfde sportkoepel behoorde. Ter zelfde tijd studeerde hij aan de Koninklijke Academie voor Schone Kunsten in Antwerpen, waardoor hij na zijn sportcarrière als kunstenaar aan de slag ging.